# Ejnar Olsson
Ejnar Emil Andreas „Lill-Einar“ Olsson (* 18. Juli 1886 in Stockholm; † 26. Februar 1983) war ein schwedischer Skispringer, Nordischer Kombinierer und Fußballspieler.
Seine ersten nationalen Meistertitel gewann Olsson 1910 im Skispringen sowie in der Nordischen Kombination. Ein Jahr später konnte er diesen Erfolg wiederholen. Auch 1914 und 1915 gewann er in beiden Disziplinen. Zudem konnte er die Schwedischen Skisprungmeisterschaften 1916 sowie die Meisterschaften in der Nordischen Kombination 1918, 1920 und 1921 gewinnen.
Als Fußballspieler gewann er mit Djurgårdens IF 1912, 1915 und 1917 die Schwedische Fußballmeisterschaft.
1933 wurde Olsson mit dem Stor Grabb ausgezeichnet.